# Gesellschaft zur Erforschung des UFO-Phänomens

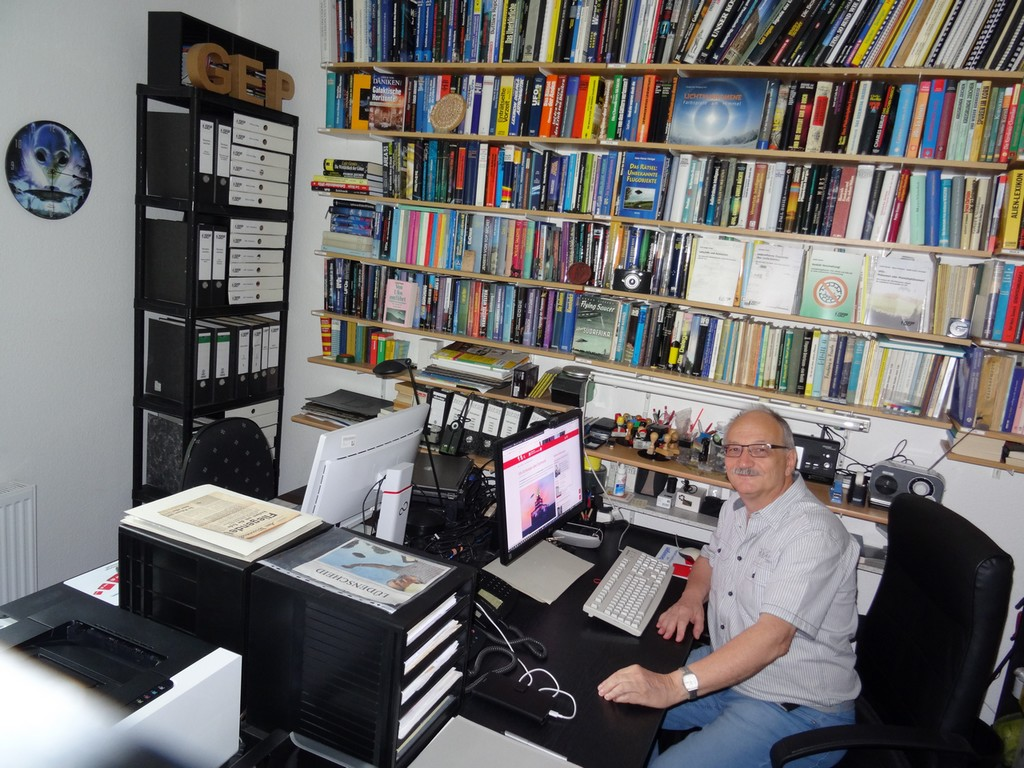
Hans-Werner Peiniger in der Geschäftsstelle der GEP e.V., Lüdenscheid

Die Gesellschaft zur Erforschung des UFO-Phänomens (GEP) e.V. ist eine deutsche Organisation, die sich mit der Erforschung von UFOs/UAP als Themengebiet der Anomalistik beschäftigt. Als eingetragener Verein mit Sitz in Lüdenscheid ist die GEP wegen Förderung der Volksbildung seit 1988 als gemeinnützig anerkannt.

## Aufgaben
Die GEP dient hauptsächlich als Anlaufstelle für Menschen mit UFO-Erfahrungen. Es werden Meldungen über UFO-Beobachtungen oder -Aufnahmen entgegengenommen und mit Hilfe von z. B. strukturierten Fragebögen, Felduntersuchungen, digitaler Bildforensik sowie durch Erhebung zusätzlicher Daten untersucht und beurteilt. Die Untersuchungen werden dokumentiert und u. a. in einer Falldatenbank veröffentlicht. Seit 1972 hat die GEP über 6.000 UFO-Meldungen bearbeitet und dokumentiert.
Zur Erfüllung ihrer Aufgaben arbeitet die GEP mit öffentlichen Stellen zusammen. So wurde über die Arbeit der GEP von der Deutschen Flugsicherung berichtet und der Verein wird UFO-Zeugen als Anlaufstelle empfohlen. Ebenso werden UFO-Meldungen an das Interdisziplinäre Forschungszentrum für Extraterrestrik (IFEX) der Julius-Maximilians-Universität Würzburg an die GEP weitergegeben.
Weiterhin werden in der GEP verschiedene Forschungsprojekte durchgeführt, z. B. Detailanalysen der ungeklärten UFO-Fälle oder eine Motivsammlung von UFOs und Aliens im Alltag. Neben Mitgliederversammlungen richtet die GEP auch immer wieder themenbezogene öffentliche Veranstaltungen mit Vorträgen, Fachdiskussionen und Workshops in Deutschland aus.
Die GEP betreibt eine Geschäftsstelle mit Büroräumen in Lüdenscheid, die z. B. der telefonischen Entgegennahme von Meldungen sowie der Archivierung von Fallmaterial und themenbezogenen Publikationen dient. Darüber hinaus existiert ein ausgelagertes Archiv für papierbasiertes Material (Bücher, Zeitschriften, Zeitungsartikel, Fallakten etc.) sowie dessen Digitalisierung in Holzminden. Dokumente und Gegenstände aus den Archiven der GEP dienten mehrfach als Exponate in Museen und Ausstellungen, wie z. B. der Ausstellung X für U – Bilder, die lügen.

## Gründung und Vereinsgeschichte
Die GEP wurde im Jahr 1972 von Hans-Werner Peiniger und Gerald Mosbleck als „UFO-Jugendclub Lüdenscheid“ gegründet. Die daraus hervorgegangene „Gemeinschaft zur Erforschung unbekannter Phänomene (GEP) e.V.“ benannte sich im Jahr 1984 in „Gesellschaft zur Erforschung des UFO-Phänomens (GEP) e.V.“ um.
Im Jahr 1994 klärte die GEP einen Schwindel mit spektakulären UFO-Fotoaufnahmen aus Fehrenbach (Masserberg) auf; dies brachte dem Verein in den Neunziger Jahren eine erhöhte Aufmerksamkeit durch die Medien, unter anderem im Focus.
Ab 2007 übernahm der Verein die Schirmherrschaft über eine deutschlandweite UFO-Datenbank. Hier können Informationen über nationale und internationale UFO-Fälle abgerufen werden. UFO-Meldende haben die Möglichkeit, die Daten ihrer eigenen Sichtung selbst einzugeben und somit ggf. für eine Untersuchung bereitzustellen.
Seit 2008 bemühte sich die GEP in verschiedenen Projekten um eine Kooperation der deutschsprachigen Organisationen zur Erforschung von UFOs/UAP wie CENAP, DEGUFO und MUFON-CES.
Ab 2022 besteht eine Zusammenarbeit mit dem Lehrstuhl Informationstechnik für Luft- und Raumfahrt an der Universität Würzburg und die GEP ist assoziiertes Mitglied des dort etablierten Interdisziplinären Forschungszentrum für Extraterrestrik (IFEX).
Am 5. November 2022 veranstaltete die GEP e.V. die Jubiläumstagung "50 Jahre UFO-Forschung der GEP" im Festsaal in Lüdenscheid, u. a. mit Axel Ertelt, Lars A. Fischinger und Wilfried Stevens als Teilnehmenden.
Am 21. März 2024 beteiligte sich die GEP an einer Sitzung im Europäischen Parlament mit dem Titel "Unidentified Anomalous Phenomena – EU Airspace: Reporting and Scientific Assessment", zu der das damalige Parlamentsmitglied Francisco Guerreiro eingeladen hatte.

## Forschungsgegenstand und Arbeitsmethodik
Für die GEP ist ein UFO bzw. UAP im weiteren Sinne eine beobachtete oder aufgenommene Erscheinung, die sich eine Person zum Beobachtungszeitpunkt nicht erklären kann. Für UFOs im engeren Sinne wird die Definition des Astronomen und Projekt-Blue-Book-Beraters J. Allen Hynek herangezogen. Der UFO-Begriff hat über die Eigenschaft des Unidentifizierten hinaus keinen Bedeutungsüberschuss, wird aber oft als „Raumschiff“ missverstanden; daher kommt der neutralere Begriff des UAP (Unidentified Aerial bzw. Anomalous Phenomenon) verstärkt in Gebrauch.
Die GEP als Verein favorisiert keine Hypothese als mögliche Ursache ungeklärter UFO-Erfahrungen. Schwerpunkte der Arbeit sind die weitere Erforschung dieser Erfahrungen, der Eigenschaften von meldenden Personen und der Kommunikation über UFOs/UAP in der Gesellschaft. Die Arbeitsweise soll im Sinne der Citizen Science wissenschaftlichen Ansprüchen genügen und transparent bzw. nachvollziehbar erfolgen. Zu diesem Zweck veröffentlichte die GEP im Jahr 2011 eigene „Grundsätze redlicher wissenschaftlicher Praxis in der Erforschung des UFO-Phänomens“.
Die Arbeitsmethodik der GEP wurde durch den Philosophen und Wissenschaftstheoretiker Paul K. Feyerabend so beschrieben:

„Der Aufgabenbereich des Instituts umfasst die Sammlung objektiv verifizierbarer Daten und ihre Trennung von Scheindaten, die Erklärung der Daten auf logisch-objektiver Grundlage sowie ihre Einordnung in den Gesamtzusammenhang der wissenschaftlichen Erkenntnis.“

Pro Jahr erhält die GEP durchschnittlich 200 Meldungen über UFOs/UAP, hauptsächlich aus dem deutschsprachigen Raum. Davon können für nahezu 90 % der Meldungen herkömmliche Erklärungen gefunden und den Meldenden mitgeteilt werden; in rund 5 % der Fälle liegen nicht genügend Daten für die weitere Untersuchung vor. Bei ca. 5 % der Fälle lässt sich keine Erklärung ermitteln.

## Öffentlichkeitsarbeit
Die GEP dient regelmäßig als thematischer Ansprechpartner für die Medien. Im Rahmen des öffentlichen Interesses an UFOs/UAP werden Mitglieder häufig in der Presse zitiert oder als Personen mit entsprechender Expertise für Rundfunk- oder TV-Sendungen interviewt. Weiterhin ist die GEP auf Social-Media-Plattformen wie z. B. Twitter, Facebook oder Instagram aktiv und nimmt auch hierüber Meldungen entgegen.
Das seit 1980 erscheinende vereinseigene Journal für UFO-Forschung (jufof) enthält zweimonatlich Dokumentationen untersuchter UFO-Fälle sowie Fachartikel diverser Autoren. Darüber hinaus erscheinen im GEP-eigenen Verlag unregelmäßig weitere Buchpublikationen zu Themen wie z. B. dem Roswell-Zwischenfall.
Am 14. April 2022 wurde unter Beteiligung des GEP-Vorsitzenden Hans-Werner Peiniger als Interviewpartner die Dokumentation mit dem Titel "UFOs – Die Fakten mit Harald Lesch" in der Reihe ZDFzeit präsentiert.
Am 13. Januar 2025 wurde ein Jahresbericht zu den Fallermittlungen der GEP im Jahr 2024 veröffentlicht.